# Dkhissa
Dkhissa  (in arabo الدخيسة‎?) è un centro abitato e comune rurale del Marocco situato nella prefettura di Meknès, regione di Fès-Meknès. Conta una popolazione di 19 908 abitanti (censimento 2014).